# Каяма (станция)
Станция Каяма (яп. 栢山駅 каяма эки) — железнодорожная станция на линии Одавара, расположенная в городе Одавара, префектуры Канагава. Станция расположена в 76,2 километра от конечной станции линий Одакю - Синдзюку. Станция была открыта 1-го апреля 1927 года.

## Планировка станции
2 пути и  2 платформы бокового типа.
| 1 | ■ Линия Одавара | Одавара                                                            |
| 2 | ■ Линия Одавара | Син-Мацуда, Сагами-Оно, Син-Юригаока, (Линия Тиёда) Аясэ, Синдзюку |

## Близлежащие станции
| «             |               | Линия            |               | »             |
| Линия Одавара | Линия Одавара | Линия Одавара    | Линия Одавара | Линия Одавара |
| ------------- | ------------- | ---------------- | ------------- | ------------- |
| Кайсэй        |               | Local (各駅停車) |               | Томидзу       |